# دارين ستامب (لاعب كرة قدم)
دارين ستامب (بالإنجليزية: Darryn Stamp)‏ هو لاعب كرة قدم بريطاني في مركز الهجوم، ولد في 21 سبتمبر 1978 في Beverley ‏ في المملكة المتحدة. لعب مع ستيفيناغ بوروه وسكونثورب يونايتد وكيدرمينستر هاريرز ونادي تشستر سيتي ونادي سكاربورو ونادي غيتزهد ونادي هاليفاكس تاون ونادي يورك سيتي ونورثامبتون تاون ونورثويتش فيكتوريا.

## وصلات خارجية
- دارين ستامب على موقع قاعدة بيانات كرة القدم.إي يو (الإنجليزية)
- دارين ستامب على موقع Soccerbase.com (لاعب) (الإنجليزية)
- دارين ستامب على موقع Soccerway.com (الإنجليزية)